# Miß Dudelsack
Miß Dudelsack ist eine Operette (Opera buffa) in drei Akten des Komponisten Rudolf Nelson; für das Libretto zeichneten Fritz Grünbaum und Hans Reichert zuständig und Otto Lindemann besorgte den Klavierauszug. Am 3. August 1909 erlebte dieses Theaterstück am Kleinen Schauspielhaus in Berlin seine Uraufführung.

## Handlung
1. Akt – Schloss Humbersdale in Schottland
Da der Besitzer von Schloss Humberdsdale, Sir Francis MacHumbers, seit 16 Jahren verschollen ist, wird heute im Schloss sein Testament eröffnet. Der Notar hat deshalb alle eventuell erbberechtigten Mitglieder der Familien MacHumbers und Somerset dazu eingeladen.
Unter der Bedingung, Lady Kitty Somerset zu heiraten, erbt John Jack MacHumbers das gesamte Vermögen. Das Problem dabei ist, das John Jack aber Mary, genannt Miß Dudelsack liebt und Lady Kitty hingegen den Direktor Harry Mortons.
2. Akt – Hotel in einem englischen Seebad
John Jack hatte um drei Wochen Bedenkzeit gebeten und diese sind nun vorbei. Er hat sich entschieden, die Erbschaft auszuschlagen und dafür Miß Dudelsack zu heiraten. Inzwischen ist aber Sir Francis wieder zurückgekommen und beobachtet – von allen unerkannt – unter falschen Namen das ganze Geschehen. Mary erfährt von Sir Francis, den sie nicht erkennt, dass John Jack im Falle einer Heirat mit ihr arm bleiben würde. Um seinem Glück und Reichtum nicht im Weg zu stehen, lehnt sie deshalb seinen Heiratsantrag ab.
3. Akt – Park hinter Schloss Humbersdale
Bei der Aussprache während eines Spaziergangs im Schlosspark stellt sich heraus, dass Miß Dudelsack eine legitime Tochter von Sir Francis ist. Capt'n Brown hatte sie zusammen mit seiner Frau Belladonna adoptiert, als Sir Francis in die Kolonien reiste. Als engste Verwandte von Sir Francis steht natürlich ihr das Vermögen zu und sie braucht deshalb auch nicht auf John Jack verzichten. Auch Lady Kitty kann – an keinerlei Verpflichtung gebunden – ihren Harry Mortons heiraten.